# Anapagurus chiroacanthus
Anapagurus chiroacanthus is een tienpotigensoort uit de familie van de Paguridae. De wetenschappelijke naam van de soort is voor het eerst geldig gepubliceerd in 1856 door Lilljeborg.